# Пет Райс
Пет Райс (англ. Pat Rice, нар. 17 березня 1949, Белфаст) — англійський футболіст, що грав на позиції правого захисника, а згодом футбольний тренер. Більшість ігрової кар'єри і вся тренерська кар'єра Райса пов'язана з лондонським «Арсеналом».
Грав за національну збірну Північної Ірландії. Чемпіон Англії. Дворазовий володар Кубка Англії. Володар Кубка ярмарків. 
Кавалер Ордену Британської Імперії (2013, за досягнення у спорті).

## Клубна кар'єра
У дорослому футболі дебютував 1967 року виступами за команду клубу «Арсенал», провівши до того три роки у його молодіжній команді. Провів за «кононірів» тринадцять сезонів, взявши участь у 397 матчах чемпіонату. Більшість часу, проведеного у складі лондонського «Арсенала», був основним гравцем на правому фланзі захисту команди. За цей час виборов титул чемпіона Англії, ставав володарем Кубка Англії (двічі), володарем Кубка ярмарків.
Завершив професійну ігрову кар'єру у клубі «Вотфорд», за команду якого виступав протягом 1980—1984 років.

## Виступи за збірну
1968 року дебютував в офіційних матчах у складі національної збірної Північної Ірландії. Протягом кар'єри у національній команді, яка тривала 12 років, провів у її формі 49 матчів.

## Кар'єра тренера
Розпочав тренерську кар'єру відразу ж по завершенні кар'єри гравця, 1984 року ставши тренером молодіжної команди лондонського «Арсенала», клубу в якому провів основну частину ігрової кар'єри.
1996 року у трьох матчах Прем'єр-ліги виконував обов'язки головного тренера основної команди «Арсенала», поки керівництво клубу займалося пошуками кандидатури на цю позицію. Врешті-решт новим очільником тренерського штабу «канонірів» був призначений Арсен Венгер, а Райс залишився, ставши асистентом французького спеціаліста. Був «правою рукою» Венгера протягом наступних 17 років, про рішення завершити тренерську роботу оголосив 2012 року. Його позицію у тренерському штабі «Арсенала» обійняв колишній гравець клубу і очільник його футбольної акдемії Стів Боулд. 
Пет Райс загалом віддав «Арсеналу» 44 роки свого життя — від моменту, коли він прийшов до його молодіжної команди, і до домашньої гри проти «Норвіч Сіті» 5 травня 2012 року, коли він востаннє допомагав Венгеру на тренерській лаві «канонірів».

## Титули і досягнення
- Чемпіон Англії (1):

«Арсенал»: 1970-1971
- Володар Кубка Англії (2):

«Арсенал»: 1970-1971, 1978-1979
- Володар Кубка ярмарків (1):

«Арсенал»: 1969-1970

### Нагороди
- — Кавалер Ордену Британської Імперії (2013, за досягнення у спорті)